# فيتور كوستا (لاعب كرة قدم)
فيتور كوستا (بالبرتغالية: Vítor Costa de Brito) هو لاعب كرة قدم برازيلي في مركز الدفاع، ولد في 1 يوليو 1994 في Valente, Bahia ‏ في البرازيل. لعب مع نادي باهيا.

## وصلات خارجية
- فيتور كوستا (لاعب كرة قدم) على موقع قاعدة بيانات كرة القدم.إي يو (الإنجليزية)
- فيتور كوستا (لاعب كرة قدم) على موقع Soccerway.com (الإنجليزية)